# Бруталиста
Бруталиста (енгл. The Brutalist) је епски историјско-драмски филм из 2024. године, режисера и продуцента Брејдија Корбета, који је и написао сценарио са Моном Фастволд. Филм је снимљен у копродукцији Мађарске, Сједињених Америчких Држава и Уједињеног Краљевства. Главну улогу у филму тумачи Ејдријен Броди као Ласло Тот, мађарско-јеврејски архитекта који, након што је преживео Холокауст, емигрира у Сједињене Државе, где се бори да оствари амерички сан, све док му један богати клијент не промени живот. У осталим улогама су Фелисити Џоунс, Гај Пирс, Џо Алвин, Рефи Касиди, Стејси Мартен, Ема Лејрд, Исак де Банколе и Алесандро Нивола.
Филм је премијерно приказан 1. септембра 2024. на Филмском фестивалу у Венецији, где је Корбет освојио награду Сребрни лав за најбољу режију. У америчким биоскопима је објављен 20. децембра исте године, односно 27. фебруара 2025. у Србији. Наишао је на позитивне рецензије критичара, који су нарочито похвалили режију, сценарио, глуму, фотографију и музику, а Амерички филмски институт га је прогласио једним од десет најбољих филмова 2024. године. Био је номинован за десет Оскара, укључујући онај за најбољи филм, а победу је однео у категоријама за најбољег глумца (Броди), најбољу фотографију и најбољу оригиналну музику. Освојио је три награде Златни глобус, укључујући ону за најбољи драмски филм.

## Радња

### Увертира
Ласло Тот, мађарско-јеврејски архитекта који је преживео Холокауст, имигрира у Сједињене Државе из немачког лучког града Бремерхафена, након што је присилно раздвојен од своје супруге Ержебет и нећаке Жофије, која је остала без родитеља. Док његов брод улази у њујоршку луку, он угледа Кип слободе.

### Први део: Енигма доласка
Године 1947, Ласло путује у Филаделфију, где одседа код свог рођака Атиле и његове супруге Одри, док тражи посао. Атила, на Ласлово олакшање, открива да су Ержебет и Жофија још увек живе, али заробљене у Европи. Иако му Атила нуди посао у својој фирми за производњу намештаја, Ласло је принуђен да користи импровизовану спаваћу собу и купатило за послугу. Ускоро схвата да се Атила потпуно асимиловао у америчку културу, англизовао своје име и прешао у католицизам како би се оженио Одри.
Убрзо их контактира Хари Ли ван Бјурен, који жели да изненади свог оца, богатог индустријалца Харисона Лија ван Бјурена, реновираном библиотеком у његовој вили близу Дојлстауна у Пенсилванији. После једне ноћи пијаног весеља, Одри изражава презир према Ласлу и сугерише му да се одсели. У међувремену, Харисон се неочекивано враћа кући, бесан због ненајављене реновације, и отпушта их; Хари одбија да им плати. Атила потом тера Ласла из куће, кривећи га за неуспели пројекат и лажно га оптужујући да се удварао његовој жени.
Три године касније, Ласло, сада зависник од хероина, ради као физички радник утоварајући угаљ и живи у смештају за бескућнике са Гордоном, самохраним афроамеричким оцем малог детета, с којим се спријатељио недуго након што је стигао у Америку. Харисон се једном приликом појављује како би му рекао да је архитектонска заједница похвалила његову модерну реновацију библиотеке и да је истраживао његову прошлост, откривши да је Ласло био цењени архитекта у Европи. Он му исплаћује новац који му је дуговао – који Ласло и Гордон потом троше на хероин – и позива га на забаву у његову част, где му нуди велики пројекат у знак сећања на своју покојну мајку: Институт Ван Бјурен, друштвени центар који ће обухватати библиотеку, позориште, теретану и капелу. Радови одмах почињу, а Ласло живи у кући на градилишту и запошљава Гордона. Харисон га упознаје са својим личним адвокатом, који убрзава процес имиграције Ласлове супруге и нећаке.

### Други део: Срж лепоте
Године 1953, Ласло се поново сусреће са Ержебет и Жофијом и открива да је, због ратних патњи, Ержебет остала у инвалидским колицима услед остеопорозе изазване глађу, док је Жофија изгубила способност говора. Током изградње, Ласло улази у сукобе са извођачима радова и консултантима које је ангажовао Харисон, јер одступају од његовог пројекта како би остали у оквиру буџета. Прихвата да ради без надокнаде како би надокнадио додатне трошкове. Хари га презриво назива „једва подношљивим” и упућује непристојне коментаре о Жофији. Ласло је упозорава да избегава Харија. Након што воз који превози грађевински материјал исклизне из шина, што доводи до правних трошкова, разбеснели Харисон напушта пројекат и отпушта раднике.
Године 1958, Ласло и Ержебет се селе у Њујорк. Он ради као цртач у архитектонској фирми, а она пише за новине. Жофија, која је повратила способност говора, очекује дете са својим супругом Бинјамином. Њих двоје најављују да планирају да се одселе у Јерусалим, на велико незадовољство Ласла и Ержебет. У међувремену, Харисон обнавља пројекат и поново ангажује Ласла.
Током посете рудницима Караре ради куповине мермера, Харисон силује опијеног Ласла, називајући га „друштвеним паразитом” чији народ „сам изазива сопствене прогоне”. Вративши се на градилиште, трауматизовани Ласло почиње да губи контролу, постаје све агресивнији и у налету беса отпушта свој тим и Гордона. Позивајући се на презир који су му раније показали Хари и Одри, жали се Ержебет да нису добродошли у Америци.
Након што Ласло умало убије Ержебет дајући јој хероин како би ублажио њен бол, она предлаже да се преселе у Јерусалим и живе са Жофијом и њеном породицом, на шта он пристаје. Недуго затим, Ержебет, сада користећи ходалицу уместо инвалидских колица, одлази у Харисонов дом и пред његовом породицом и сарадницима назива га силоватељем. Бесни Хари је грубо избацује, али његова сестра Меги интервенише и помаже јој да оде. Неспособан да пронађе оца, Хари организује потрагу и покушава да га лоцира унутар Института. Харисонова судбина на крају остаје нејасна, док осветљени крст у згради сија наопачке.

### Епилог
Године 1980, Ержебет је преминула, а ретроспектива Ласлових радова одржана је на Венецијанском бијеналу архитектуре. Изложба представља разне пројекте изграђене широм света током претходних деценија, укључујући и Институт Ван Бјурен, који је коначно завршен након деценије застоја. Жофија, у пратњи своје одрасле ћерке и остарелог Ласла, држи говор током ког открива да је Ласло дизајнирао одређене просторе у тој грађевини тако да подсећају на концентрациони логор Бухенвалд, у коме је био заточен, као и логор Дахау, у коме су биле заточене Ержебет и Жофија. Она објашњава да зграда на тај начин служи као средство за обраду трауме. Говор завршава тврдећи да јој је Ласло једном рекао: „Без обзира на то шта други покушају да ти продају, важно је одредиште, а не путовање”.

## Улоге
| Глумац                  | Улога                 |
| ----------------------- | --------------------- |
| Ејдријен Броди          | Ласло Тот             |
| Фелисити Џоунс          | Ержебет Тот           |
| Гај Пирс                | Харисон Ли ван Бјурен |
| Џо Алвин                | Хари Ли ван Бјурен    |
| Рефи Касиди             | Жофија                |
| Аријана Лабед (старија) | Жофија                |
| Стејси Мартен           | Меги ван Бјурен       |
| Алесандро Нивола        | Атила Милер           |
| Ема Лејрд               | Одри Милер            |
| Исак де Банколе         | Гордон                |
| Мајкл Еп                | Џим Симпсон           |
| Џонатан Хајд            | Лесли Вудро           |
| Питер Поликарпоу        | Мајкл Хофман          |
| Марија Сенд             | Мишел Хофман          |
| Салваторе Сансоне       | Орацио                |